# Taenaris
Taenaris — род дневных бабочек из подсемейства Морфиды, семейства Nymphalidae.

## Синонимы
- Hiades Guérin-Ménéville, 1838
- Hyades Boisduval, 1832
- Tenaris Hübner, 1819
- Drusilla Swainson, 1820
- Morphotenaris Fruhstorfer, 1893
- Elymniotenaris Fruhstorfer, 1911

## Ареал
Ареал видов включает в себя Австралию, Новую Гвинею, Новую Зеландию и прилегающие к ним острова Тихого океана.

## Описание
Бабочки преимущественно средних, реже — крупных или небольших размеров. Размах крыльев в среднем около 60 — 70 мм. Окраска крыльев преимущественно светлая, белых, серых, грязно-серых, реже — темных цветов. Отличительной особенностью является наличие на нижней стороне крыльев ярких крупных пятен-«глазков».

## Виды
- - Taenaris alocus  Brooks, 1950
  - Taenaris artemis  (Vollenhoven, 1860)
  - Taenaris bioculatus  (Guérin-Méneville, [1830])
  - Taenaris butleri  (Oberthür, 1880)
  - Taenaris catops (Westwood, 1851)
  - Taenaris chionides  (Godman & Salvin, 1880)
  - Taenaris cyclops  Staudinger, 1894
  - Taenaris diana  Butler, 1870
  - Taenaris dimona  (Hewitson, 1862)
  - Taenaris dina  Staudinger, 1894
  - Taenaris dioptrica  (Vollenhoven, 1860)
  - Taenaris domitilla  (Hewitson, 1861)
  - Taenaris gorgo  (Kirsch, 1877)
  - Taenaris honrathi  Staudinger, 1887
  - Taenaris horsfieldii (Swainson, [1820])
  - Taenaris hyperbolus  (Kirsch, 1877)
  - Taenaris macrops  (C. & R. Felder, 1860)
  - Taenaris mailua  Grose-Smith, 1897
  - Taenaris montana  Stichel, 1906
  - Taenaris myops  (C. & R. Felder, 1860)
  - Taenaris onolaus  (Kirsch, 1877)
  - Taenaris phorcas  (Westwood, 1858)
  - Taenaris scylla  Staudinger, 1887
  - Taenaris selene  (Westwood, 1851)
  - Taenaris urania  (Linnaeus, 1758)
- Группа видов morphotenaris
  - Taenaris nivescens  (Rothschild, 1896)
  - Taenaris schoenbergi  (Fruhstorfer, 1893)